# そうりゅう型潜水艦
そうりゅう型潜水艦（そうりゅうがたせんすいかん、英語: Sōryū-class submarine）は、海上自衛隊の通常動力型潜水艦の艦級。13中期防に基づく平成16年度予算より、海上自衛隊初の非大気依存推進（AIP）潜水艦の艦級として建造を開始しており、10番艦まではスターリングエンジンによるAIPシステムを搭載している。その後、11・12番艦ではスターリング式AIPを廃止する一方、世界で初めて機関の構成要素にリチウムイオン蓄電池を採用した潜水艦級となった。

## 来歴
海上自衛隊と技術研究本部では、1950年代中盤より非大気依存推進（AIP）システムの開発に着手した。まず昭和29年度から31年度にかけて、新三菱重工と共同で軽量小型高圧燃焼ボイラー・タービン（KRT）の開発が行われた。これは液体酸素と燃料を小型のボイラーで高圧燃焼させ、蒸気タービンを駆動する方式であった。また同時期には、川崎重工も液体酸素を用いた閉サイクル・ディーゼルの研究を行っていたが、前者は酸素の取り扱いと起動時間の問題、後者はさらに経費と期間を要することから、いずれも研究は中止された。その後、技術研究本部では、昭和37年度より燃料電池の研究を開始した。当初はナトリウムアマルガム燃料電池が検討されていたが、水銀の質量が過大であったため、昭和42年度より酸素-水素型に転換した。昭和49年度までに試作・試験を行い、多孔性ニッケル・カーボン二重層電極、8セル構成で出力9キロワット、電圧6ボルト、容量1,500アンペアの燃料電池を開発した。これらの成果を踏まえて、昭和51年度計画潜水艦（51SS）への燃料電池の搭載も検討されたが、液体酸素の取り扱いに関する用兵側の不安を払拭できなかったこともあり、断念された。
これらの経緯も踏まえて、技術研究本部は、燃料電池よりもスターリングエンジンのほうが潜水艦用AIPシステムとしては実現性が高いと判断し、昭和61年度より基礎研究を開始した。同方式は、スウェーデンのコックムス社において1983年よりプロトタイプ試験に着手されており、1988年には前量産型の4V-275R Mk.Iモデルをネッケン級潜水艦（A-14型）のネームシップに搭載しての洋上試験を実施、1992年には量産型のMk.IIモデルを搭載したゴトランド級（A-19型）が起工されていた。このことから、技術研究本部では、平成3年度から9年度にかけての技術研究で、同級搭載機と同じMk.IIモデルを輸入し、独自試作の液体酸素タンクなどと組み合わせたうえで、「係留区画」と呼ばれる部分船殻模型に設置し、地上試験運転を行った。平成11年度より、スターリング機関発電システム2組（それぞれに4V-275R Mk.II×2基）および液体酸素タンク2基を備えた増設区画を試作して、平成12年度から13年度にかけて、「あさしお」にこれを搭載する特別改装を行った。平成13年度中に性能確認試験を終了、平成14年度から本格的な実証試験が実施された。この実績を踏まえて、平成16年度計画艦より、スターリングAIPシステムの搭載が開始されることになった。これによって建造されたのが本型である。

## 設計

### 船体
海上自衛隊では、平成5年度計画のおやしお型（05SS）より部分単殻構造・葉巻型船型を導入した。これは、通常動力型潜水艦が活動するような低速域については涙滴型船型と同等の流体力学的性能を確保しつつ、長大な側面アレイ・ソナーを耐圧殻に直接固定できるように配慮した設計であり、本型でも踏襲された。船体の基本設計は05SSと同様であるが、長さ11メートルのAIP区画を挿入したにもかかわらず、艤装の高密度化によって全長は2メートル程度の延長で収まっているが、これにより居住区画はおやしお型と比較して狭くなり、連続潜行時間の増加も併せて居住性は悪化した。船型についても、05SSと比べると艦首や艦尾の曲線が変更され、セイルをやや前方に移動させ、その基部にフィレットと呼ばれる流線形の覆いを追加するなどの改良を加えており、第2世代の葉巻型船型ということができる。なお、AIP区画の挿入によって船体内は6区画とされ、セイルへの昇降は第1防水区画から行うように変更されている。また前部脱出筒と魚雷搭載口は、将来装備予定の個人脱出スーツ（Mk.10）の寸法に配慮して分離された。
ターゲット・ストレングス（TS）低減のため、水中吸音材・反射材の装備やセイルの傾斜構造化を行った点では05SSと同様だが、本型では、入射音を音源と異なる方向に全反射させる反射材が開発され、船体全てが水中吸音材または反射材で覆われることになった。またフィレットの設置も、水中抵抗の低減とともに、乱流による雑音発生の低減による水中放射雑音削減に益しているとされている。
外見上の最大の変化が後舵装置（X舵）の採用である。従来は、回頭を担当する垂直舵（縦舵）と姿勢制御を担当する水平舵（横舵）による十字型舵を採用してきたのに対し、X舵ではこれらを45度ずつ傾けた形で装着して、4枚の舵すべてに回頭と姿勢制御の両方の役割を担当させるものである。この方式は機動性に優れるほか、舵面の1枚が損傷しても他の3枚で分担できることから冗長性にも優れ、また着底・沈座・接岸時にも舵面が損傷しにくいというメリットがあり、司令塔後乱流圏から外れる事も期待できる。以前、アメリカ海軍が実験潜水艦「アルバコア」で試験を行ない、同国での採用は見送られたもののヨーロッパを中心に採用例が多く、例えばスウェーデン海軍では1960年代末のシェーオルメン級（A-11B型）より採用している。本型での採用は、機動性向上によって艦型の大型化を補うことを狙ったものであった。

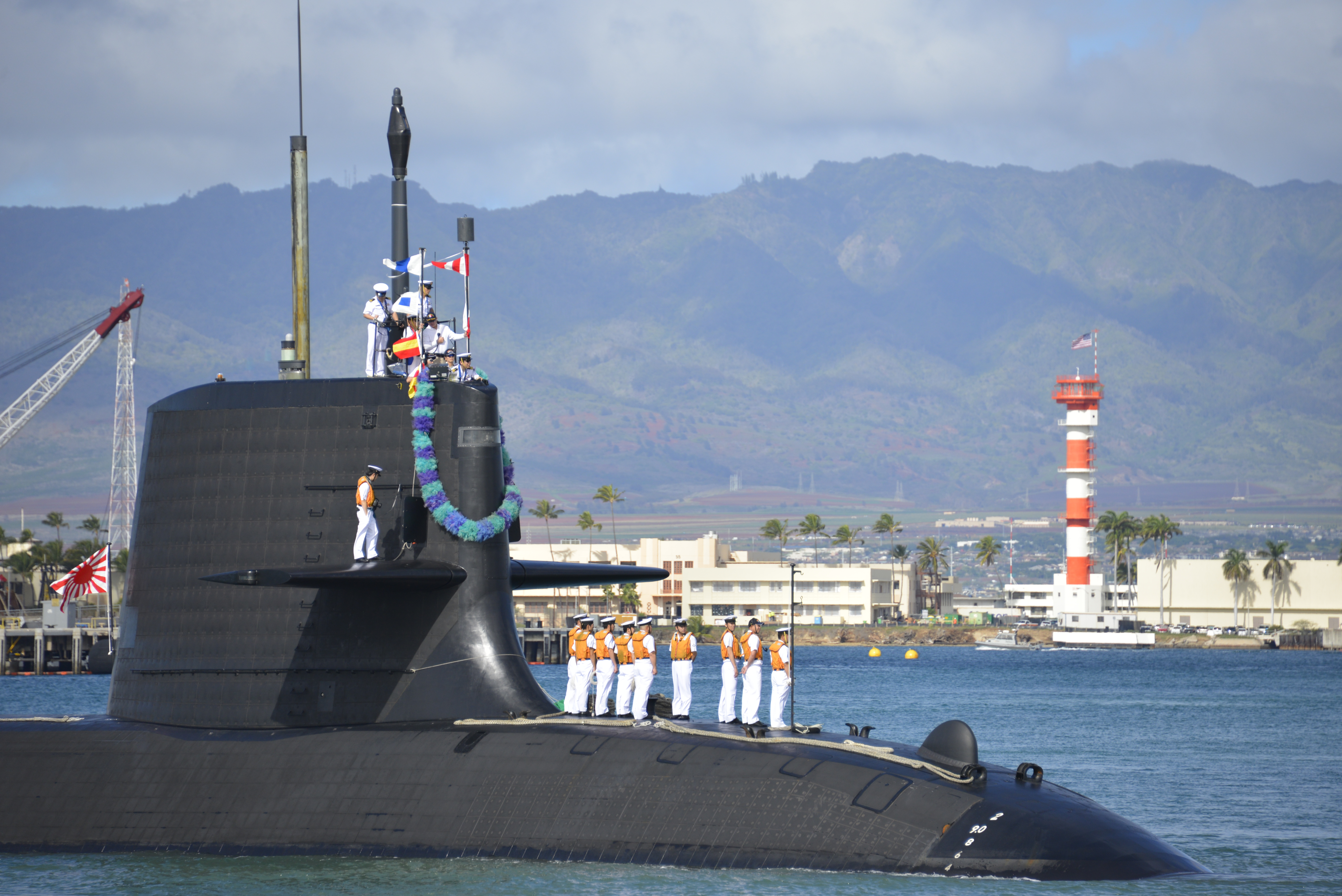
セイル前方にはフィレットが付されている
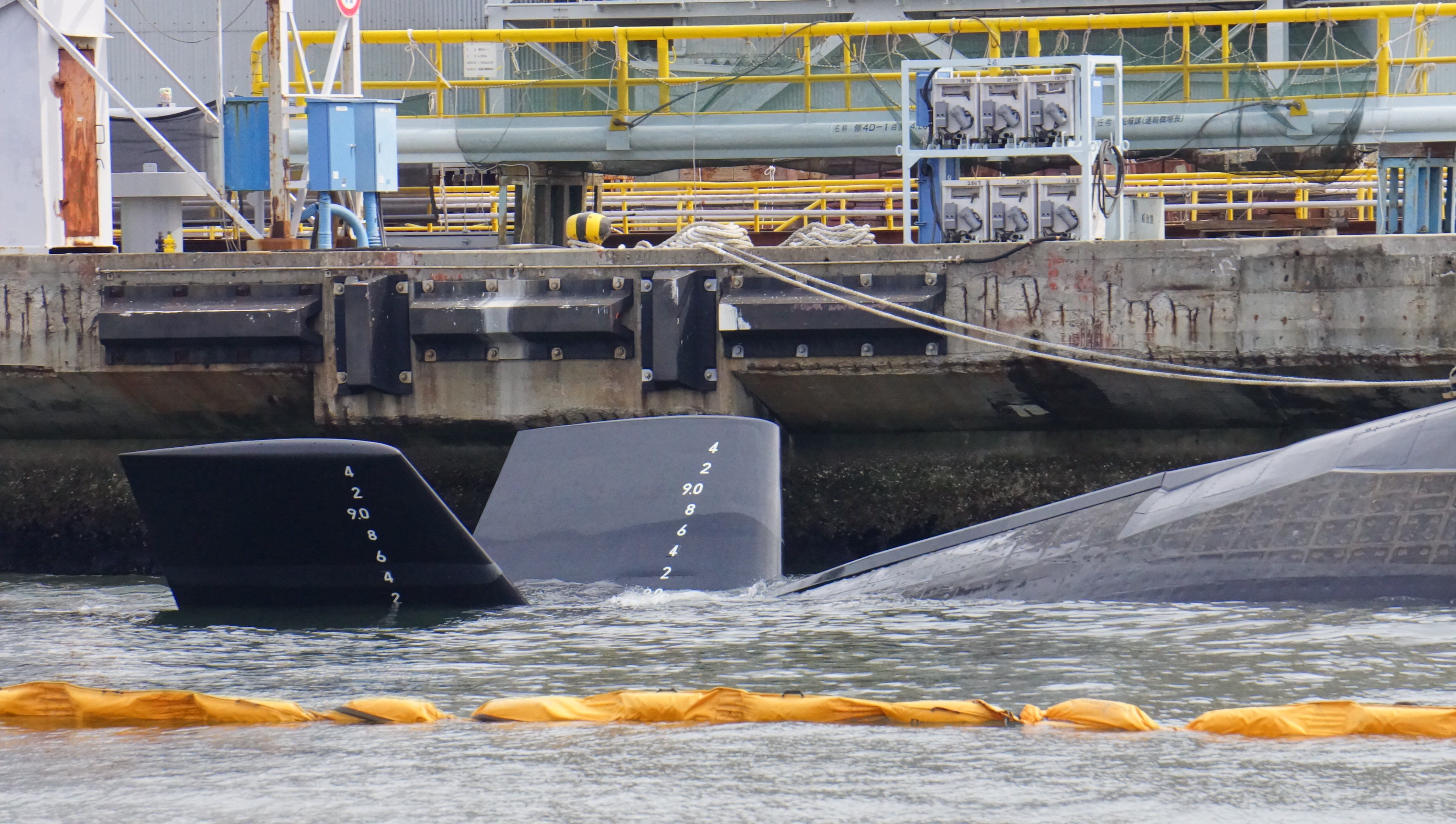
X舵（写真はうんりゅうのもの）

### 機関

#### スターリングエンジン搭載型
上記の経緯により、本型の10番艦まではスターリング発電機による非大気依存推進（AIP）システムが搭載されている。本型で搭載されたシステムは、「あさしお」やスウェーデン海軍A-19型で搭載された4V-275R Mk.II（連続定格出力65キロワット）の発展型である4V-275R Mk.III（連続定格出力75キロワット）を4基用いており、第4防水区画の上層にスターリング発電機が両舷2基ずつ、下層には液体酸素タンクが両舷に1基ずつ配置されている。なお4V-275R Mk.IIIは川崎重工業でライセンス生産化されている。
ただしスターリングAIPシステムは出力が低い低速機（4～5ノット程度）であるため、高速力を発揮する際には、従来通りの鉛蓄電池もしくは浮上してディーゼル・エレクトリック方式が用いられる。ディーゼルエンジンとしては、はるしお型（61SS）以来用いられてきたV型12気筒の高速4ストローク機関である川崎重工業12V25/25Sの小改良型である12V25/25SBが搭載された。
AIPとともに本型で導入された新機軸の1つが永久磁石同期電動機である。従来の潜水艦では直流電動機を採用してきたが、既に進化の極致に達していた。一方、一般産業界では、電力用半導体素子技術や制御技術の進歩を背景として、大型交流電動機を半導体電力変換装置によって可変速運転するシステムが発展していた。このシステムは、速度切替の機構操作が不要であり、また整流子・ブラシ・界磁励磁回路・スリップリングがなく小さくでき、保守が容易であるなど多くのメリットを備えていたことから、世界的にも珍しい潜水艦用交流電動機装備が開発されて搭載されたものである。

#### リチウムイオン蓄電池搭載型
技術研究本部では、平成9年度より、次世代の潜水艦用蓄電池として、リチウムイオン蓄電池の開発に着手していた。これは、従来の鉛蓄電池と比べて、水素ガス発生の危険がなく、2倍以上の重量容積あたりエネルギー密度と、1.5倍以上の繰り返し充放電回数を持ち、充電時間が短く、放電による電気容量の低下を抑えられ、高率放電を長時間持続できるなど、多くの優れた特性を持っていた。特に充電時間については、鉛蓄電池では発電機出力に余裕があってもそれ以下の電流量で充電せざるをえず、また完全充電に近づくと少量ずつしか充電できないために、作戦海域で満充電することがほとんど不可能であったのに対し、リチウムイオン蓄電池ではこれらの制約を受けないことから、潜水艦にとっては非常に望ましいものであった。
当初は本型5番艦（20SS）からこれを導入することで、艦の巡航速度を改善し高速航行可能な時間を増大させることも検討されていた。その後、一度は平成29年度計画で建造予定の新型艦まで待って導入する方針となったものの、結局は、平成27年度計画で建造された本型11番艦の「おうりゅう」から先行搭載されることになった。搭載にあたっては、鉛蓄電池のみをリチウムイオン蓄電池に置き換える手法と、スターリングAIPシステムと鉛蓄電池の双方をリチウムイオン蓄電池で置き換える手法が比較検討され、後者のほうがコストは高いが出力も大きいため、在来潜やAIP潜より高速での水中連続航行が可能となることが期待された。最終的にこの方式が採択され、リチウムイオン蓄電池はGSユアサが受注した。前年度計画の本型10番艦「しょうりゅう」の建造費は約517億円だったのに対し、同艦の建造費は約643億円と、100億円以上の価格上昇となっているが、その大部分がリチウムイオン蓄電池の費用とみられている。
スターリングエンジン搭載型と比べると軸馬力は8,000馬力から5,600馬力に低下したとする資料があるが、海上幕僚監部の資料ではそうりゅう型の機関出力は全て5,884kW（8,000仏馬力）となっており、リチウムイオン蓄電池搭載による機関出力の低下はみられない。また、上記のようなリチウムイオン蓄電池の特性から、長時間に渡って持続的に中・高速力を発揮できるようになったものとみられている。同艦の就役にあたり、海上自衛隊は「リチウムイオン電池を新たに搭載することにより、従来型潜水艦に比べ、水中の持続力や速力性能など大幅に向上した潜水艦」と発表した。

## 装備
装備面での最大の変化がネットワーク化である。海上自衛隊の潜水艦では、ゆうしお型（50SS）より潜水艦指揮管制装置（05SSでは潜水艦情報処理装置）を導入したものの、これは基本的に武器管制システムおよび魚雷発射指揮システムであり、情報処理は各センサーが独自に保有するデータベースによって個々に行われていた。これに対し、本型のシステムでは、主要なセンサーや武器が基幹信号伝送装置（SLI）と称される二重の光ファイバーによるLANによって連接され、情報処理装置（Target Data Base Server, TDBS）をサーバとして、情報管理を共通化している。端末装置としては、水冷式の潜水艦情報表示装置（MFICC）が6基配置される。また、これらのネットワーク化システムによって生成された情報を意思決定に反映するためのインタフェースとしてZQX-11潜水艦戦術状況表示装置（Tactical Display System, TDS）が導入された。ここにセンサー情報や航海情報、さらにはMOFシステムから配信されるノンリアルタイムの情報まで全てを集約することで、従来の対勢作図盤よりも多くの情報を迅速に表示できるほか、乗員間での共通戦術状況図（CTP）や共通作戦状況図（COP）の生成も可能となった。
また艦外のネットワークへの連接のため、ZYQ-31 指揮管制支援ターミナル（C2T）が搭載された。これはおやしお型後期型から装備化されたものであるが、同型はネットワーク化されていないために、C2Tで得た情報はその端末上でしか表示できなかったのに対し、本型ではC2TとTDSが連接されたことから、TDSの画面にその情報を重畳表示できるほか、SLIを介して各コンソールでも見られるようになった。また、艦の情報を上級司令部に送信することもできる。このほか、7番艦からは新たなXバンド衛星通信装置が装備された。2020年の衝突事故において通信アンテナが全損し、司令部と長時間通信が不可能だったことを踏まえ、衛星携帯電話など艦のシステムとは独立した通信装置の導入が検討されている。

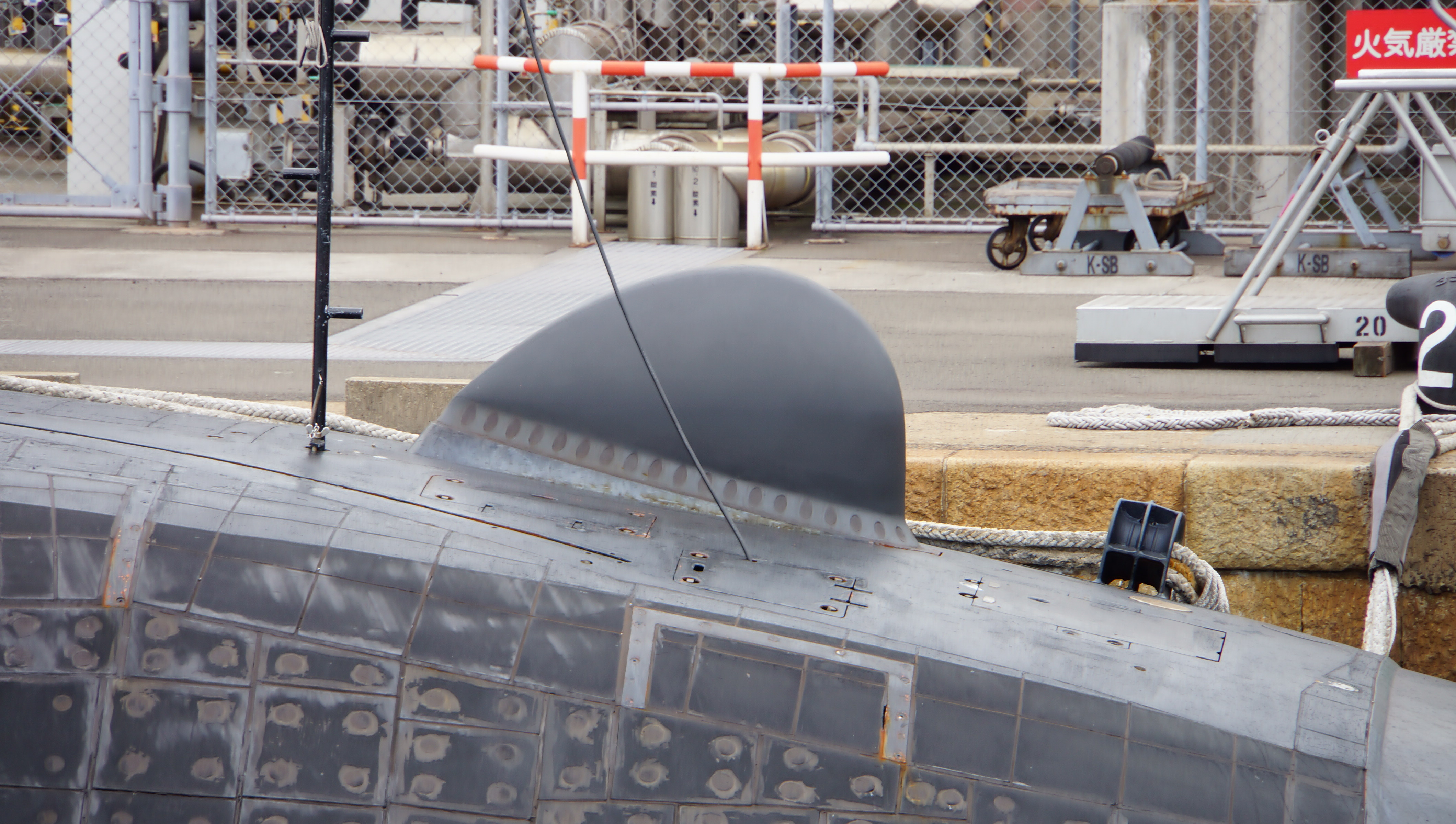
逆探ソナー

ソナーシステムはZQQ-7（2番艦以降ではZQQ-7B）に改良されている。これらは、基本的には05SSのZQQ-6と同様、艦首アレイ、側面アレイ、曳航アレイおよび魚雷警報装置（逆探ソナー）で構成されているが、艦首アレイについては、利得向上のため、従来の円筒アレイに対してカージオイド指向性を形成するようなかご形構造とされている。また潜望鏡は従来の光学式2本から、従来型と非貫通式潜望鏡1型（イギリス、タレスUK社製非貫通式潜望鏡CMO10を三菱電機でライセンス生産）各1本へ変更された。
兵装としては、艦首上部に6門のHU-606 533mm魚雷発射管を装備している。89式魚雷及び、ハープーン対艦ミサイルを搭載している。また8番艦（SS-508）「せきりゅう」からは新たに潜水艦魚雷防御システム（Torpedo Counter Measures :TCM）を装備した。魚雷発射指揮装置としては潜水艦発射管制装置ZYQ-51が搭載されているが、これはSLIに連接されてサブシステムとなっている。

## 比較表
|            |            | たいげい型                   | そうりゅう型           | そうりゅう型                   | おやしお型          | はるしお型          | ゆうしお型          | うずしお型          |
| 11番艦から | 10番艦まで | たいげい型                   |                        |                                | おやしお型          | はるしお型          | ゆうしお型          | うずしお型          |
| ---------- | ---------- | ---------------------------- | ---------------------- | ------------------------------ | ------------------- | ------------------- | ------------------- | ------------------- |
| 船体       | 船型       | 葉巻型                       | 葉巻型                 | 葉巻型                         | 葉巻型              | 涙滴型              | 涙滴型              | 涙滴型              |
| 船体       | 基準排水量 | 3,000トン                    | 2,950トン              | 2,950トン                      | 2,750トン           | 2,450トン           | 2,200トン           | 1,850トン           |
| 船体       | 水中排水量 | 不明                         | 4,200トン              | 4,200トン                      | 3,500トン           | 3,200トン           | 2,900トン           | 2,450トン           |
| 船体       | 全長       | 84.0 m                       | 84.0 m                 | 84.0 m                         | 82.0 m              | 77.0 m              | 76.0 m              | 72.0 m              |
| 船体       | 全幅       | 9.1 m                        | 9.1 m                  | 9.1 m                          | 8.9 m               | 10.0 m              | 9.9 m               | 9.9 m               |
| 船体       | 深さ       | 10.4 m                       | 10.3 m                 | 10.3 m                         | 10.3 m              | 10.5 m              | 10.2 m              | 10.1 m              |
| 船体       | 吃水       | 不明                         | 8.5 m                  | 8.5 m                          | 7.4 m               | 7.7 m               | 7.4 m               | 7.5 m               |
| 主機       | 機関       | ディーゼル+電動機            | ディーゼル+電動機      | ディーゼル+スターリング+電動機 | ディーゼル+電動機   | ディーゼル+電動機   | ディーゼル+電動機   | ディーゼル+電動機   |
| 主機       | 方式       | D・E                         | D・E                   | D・S・E                        | D・E                | D・E                | D・E                | D・E                |
| 主機       | 水上出力   | 不明                         | 3,900 PS               | 3,900 PS                       | 3,400 PS            | 3,400 PS            | 3,400 PS            | 3,400 PS            |
| 主機       | 水中出力   | 6,000 PS                     | 8,000 PS               | 8,000 PS                       | 7,700 PS            | 7,200 PS            | 7,200 PS            | 7,200 PS            |
| 主機       | 水上速力   | 不明                         | 13ノット               | 13ノット                       | 12ノット            | 12ノット            | 12ノット            | 12ノット            |
| 主機       | 水中速力   | 20ノット                     | 20ノット               | 20ノット                       | 20ノット            | 20ノット            | 20ノット            | 20ノット            |
| 兵装       | 水雷       | 533mm魚雷発射管×6門          | 533mm魚雷発射管×6門    | 533mm魚雷発射管×6門            | 533mm魚雷発射管×6門 | 533mm魚雷発射管×6門 | 533mm魚雷発射管×6門 | 533mm魚雷発射管×6門 |
| 兵装       | その他     | 潜水艦魚雷防御システム       | 潜水艦魚雷防御システム | 潜水艦魚雷防御システム         | ―                   | ―                   | ―                   | ―                   |
| 同型艦数   | 同型艦数   | 3隻 （1隻艤装中、3隻建造中） | 12隻                   | 12隻                           | 11隻                | 7隻 （退役）        | 10隻 （退役）       | 7隻 （退役）        |

## 同型艦
2016年（平成28年）度計画の12番艦「とうりゅう」が本型の最終艦となった。平成26年度計画で建造された10番艦しょうりゅうの価格は約513億円、リチウムイオン電池を搭載する11番艦おうりゅうの価格は643億円である。2021年3月24日に就役した12番艦とうりゅうの価格は690億円となっている。

### 一覧表
| 艦番号 | 艦名         | 建造                  | 起工                         | 進水                         | 竣工                        | 所属                                |
| ------ | ------------ | --------------------- | ---------------------------- | ---------------------------- | --------------------------- | ----------------------------------- |
| SS-501 | そうりゅう   | 三菱重工業 神戸造船所 | 2005年 （平成17年） 3月31日  | 2007年 （平成19年） 12月5日  | 2009年 （平成21年） 3月30日 | 第1潜水隊群第5潜水隊 （呉基地）     |
| SS-502 | うんりゅう   | 川崎造船 神戸工場     | 2006年 （平成18年） 3月31日  | 2008年 （平成20年） 10月15日 | 2010年 （平成22年） 3月25日 | 第1潜水隊群第5潜水隊 （呉基地）     |
| SS-503 | はくりゅう   | 三菱重工業 神戸造船所 | 2007年 （平成19年） 2月6日   | 2009年 （平成21年） 10月16日 | 2011年 （平成23年） 3月14日 | 第1潜水隊群第5潜水隊 （呉基地）     |
| SS-504 | けんりゅう   | 川崎造船 神戸工場     | 2008年 （平成20年） 3月31日  | 2010年 （平成22年） 11月15日 | 2012年 （平成24年） 3月16日 | 第1潜水隊群第3潜水隊 （呉基地）     |
| SS-505 | ずいりゅう   | 三菱重工業 神戸造船所 | 2009年 （平成21年） 3月16日  | 2011年 （平成23年） 10月20日 | 2013年 （平成25年） 3月6日  | 第2潜水隊群第6潜水隊 （横須賀基地） |
| SS-506 | こくりゅう   | 川崎重工業 神戸工場   | 2011年 （平成23年） 1月21日  | 2013年 （平成25年） 10月31日 | 2015年 （平成27年） 3月9日  | 第2潜水隊群第6潜水隊 （横須賀基地） |
| SS-507 | じんりゅう   | 三菱重工業 神戸造船所 | 2012年 （平成24年） 2月14日  | 2014年 （平成26年） 10月8日  | 2016年 （平成28年） 3月7日  | 第1潜水隊群第1潜水隊 （呉基地）     |
| SS-508 | せきりゅう   | 川崎重工業 神戸工場   | 2013年 （平成25年） 3月15日  | 2015年 （平成27年） 11月2日  | 2017年 （平成29年） 3月13日 | 第1潜水隊群第5潜水隊 （呉基地）     |
| SS-509 | せいりゅう   | 三菱重工業 神戸造船所 | 2013年 （平成25年） 10月22日 | 2016年 （平成28年） 10月12日 | 2018年 （平成30年） 3月12日 | 第2潜水隊群第6潜水隊 （横須賀基地） |
| SS-510 | しょうりゅう | 川崎重工業 神戸工場   | 2015年 （平成27年） 1月28日  | 2017年 （平成29年） 11月6日  | 2019年 （平成31年） 3月18日 | 第1潜水隊群第1潜水隊 （呉基地）     |
| SS-511 | おうりゅう   | 三菱重工業 神戸造船所 | 2015年 （平成27年） 11月16日 | 2018年 （平成30年） 10月4日  | 2020年 （令和2年） 3月5日   | 第1潜水隊群第3潜水隊 （呉基地）     |
| SS-512 | とうりゅう   | 川崎重工業 神戸工場   | 2017年 （平成29年） 1月27日  | 2019年 （令和元年） 11月6日  | 2021年 （令和3年） 3月24日  | 第2潜水隊群第4潜水隊 （横須賀基地） |

### 艦名
「そうりゅう」は、大日本帝国海軍の御召艦「蒼龍（初代）」、航空母艦「蒼龍（二代目）」と同じく、蒼い龍を指し、「うんりゅう」は航空母艦「雲龍」と同じく、雲間を飛ぶ龍を指す。海上自衛隊は「海象（海の自然現象）と水中動物の名」を潜水艦の命名基準としていたが、2007年（平成19年）11月5日付けで行われた命名付与基準の改正で「瑞祥動物（縁起の良い動物）の名」が使用できることとなり、「龍」を用いた命名はこれに基づく。いまのところ艦名は「～りゅう」で韻をそろえているが全てが「龍」ではなく「せいりゅう」は醍醐寺の「清瀧権現（せいりゅうごんげん）」に由来するので「清瀧」が相当する漢字表記になる。

### 輸出の可能性

#### オーストラリア
オーストラリア海軍は中国海軍のアジアにおける活動の活発化を鑑みて、コリンズ級潜水艦の代替として12隻の4,000トンクラスの大型通常動力型潜水艦の導入を計画。ドイツの216型潜水艦の他にスペイン、フランスの潜水艦を調査していたが、2011年に日本が武器輸出三原則政策を緩和したため、日本の潜水艦も検討対象に加えられた。計画の責任者を務めているローワン・モフィット海軍少将は、海上自衛隊の杉本正彦海上幕僚長と会談しており、そうりゅう型が有力な候補であるとコメントした
。
2013年2月には、防衛省が情報・技術供与の可否も含めて検討に入った。同年3月11日、オーストラリアの軍関係者が、そうりゅう型に使用される特殊推進機関などの技術を、オーストラリアに供与する可能性が高くなったことを明らかにした。2014年9月時点のオーストラリア政府内では、日本の潜水艦は高い評価を得ているとされていた。
日本政府には、機密性の高い潜水艦を他国に輸出することに慎重論もあったが、2014年10月16日、オーストラリアのデイヴィッド・ジョンストン国防相は、江渡聡徳防衛大臣との会談で、オーストラリアが計画する潜水艦建造への協力を正式に要請した。
2015年3月25日、オーストラリアは次世代潜水艦の入札プロセスの開始を発表し、日本、ドイツ、フランスに参加を求めた。
2016年4月26日、オーストラリアのターンブル首相により、フランスとの共同開発が正式に発表されたため、日本の潜水艦技術のオーストラリアへの輸出の可能性はなくなった。2016年12月20日にオーストラリア政府はDCNSと正式契約を結んだ。この計画は2018年12月に艦級名をアタック(Attack)級とすることが決定した。
しかし、2021年9月、オーストラリア政府はアタック級潜水艦の計画を破棄し、米国と英国の支援を受けてオーストラリア国内で原子力潜水艦を製造し配備する方針に変更した。これらについて、フランスは英国と米国に強い不満を表明した。

#### インド
2015年3月28日には、潜水艦の老朽化が進んでいるインドのマノハール・パリカル国防相が、そうりゅう型について「インドも高い関心を持っている」と述べた。
日本政府は政府間協議による輸出を希望していたが、インド政府が協議に応じず2017年に撤退した。

## 登場作品

### 映画・配信ドラマ
『沈黙の艦隊』
撮影に「せいりゅう」が使用されている。

### 漫画
『空母いぶき』
「けんりゅう」「じんりゅう」「せきりゅう」 が登場。
「けんりゅう」は航空機搭載型護衛艦「いぶき」を旗艦とする第5護衛隊群に所属。「じんりゅう」と「せきりゅう」 は尖閣諸島攻略時において元級潜水艦の雷撃に対して応戦する。

### 小説
『新編 日本中国戦争』
「そうりゅう」「うんりゅう」「はくりゅう」が登場。「はくりゅう」は東シナ海で中国海軍のロメオ型潜水艦3隻を撃沈するが、キロ型潜水艦と相打ちとなり沈没する。
『ゼロの迎撃』
第2潜水隊群所属艦が登場。第1護衛隊群の護衛艦と共同して、逃走する北朝鮮特殊部隊のヨノ型潜水艇を追う。音響魚雷による攻撃を受け、一時的にパッシブ・ソナーが機能しなくなるも、三浦半島の剣埼で包囲に成功する。主人公の真下三佐は、『潜水艇の必死の逃走は中国が日本の最新型潜水艦の性能を測るためだった』と推測している。
『中国完全包囲作戦』（文庫名：『中国軍壊滅大作戦』）
「かいりゅう」が登場。統一朝鮮海軍の潜水艦「安重根」に対して魚雷を発射し、命中した衝撃で「安重根」は潜航舵が下げ舵に固定され、圧壊深度まで潜航を続け圧壊する。
『日中尖閣戦争』
「そうりゅう」と「けんりゅう」が登場。中国海軍の艦隊を殲滅するために出撃し、「そうりゅう」はハープーン対艦誘導弾による攻撃で、「けんりゅう」は魚雷による攻撃で艦隊を攻撃し殲滅する。

### 切手
トーゴが2019年に発行した「世界の潜水艦」800CFAフラン切手シートに、「はくりゅう」があしらわれた。